# Tiffany Dupont
Tiffany Louise Dupont (* 22. März 1981 in Gainesville, Georgia) ist eine US-amerikanische Filmschauspielerin.

## Kurzbiografie
Dupont war bis zum Jahr 2002 weitgehend unbekannt, nur in einigen Werbespots ab ihrem zwölften Lebensjahr konnte man sie sehen. Danach begann sie an der University of Georgia zu studieren, wo sie 2002 an einem Schönheitswettbewerb teilnahm und diesen als Miss University of Georgia gewann.
Es folgten die ersten Rollenangebote, vorwiegend in Fernsehserien und Filmkomödien, darunter 2003 Im Dutzend billiger. Ihr Debüt als Hauptdarstellerin eines großen Kinofilmes erfolgte 2006 mit Eine Nacht mit dem König, in dem sie die biblische Königin Ester verkörperte.

## Filmografie (Auswahl)
- 2002: Yes, Dear (Fernsehserie, Folge 3x03)
- 2003: Die himmlische Joan (Joan of Arcadia, Fernsehserie, Folge 1x02)
- 2003: Im Dutzend billiger (Cheaper by the Dozen)
- 2004: Keine Gnade für Dad (Grounded for Life, Fernsehserie, Folge 4x13)
- 2004: The Work and the Glory
- 2006: Eine Nacht mit dem König (One Night with the King)
- 2006: Bedford Diaries (The Bedford Diaries, Fernsehserie, 8 Folgen)
- 2007: CSI: Den Tätern auf der Spur (CSI: Crime Scene Investigation, Fernsehserie, Folge 7x18)
- 2007–2009, 2011: Greek (Fernsehserie, 38 Folgen)
- 2009: He’s Such a Girl
- 2009: Melrose Place (Fernsehserie, Folge 1x06)
- 2011: The Big Bang Theory (Fernsehserie, Folge 4x22)
- 2011: Navy CIS (NCIS, Fernsehserie, Folge 8x11)
- 2012: Castle (Fernsehserie, Folge 4x22)
- 2012: Hijacked – Entführt (Hijacked)
- 2013: Supernatural (Fernsehserie, Folge 8x11)
- 2016: Murder in the First (Fernsehserie, 6 Folgen)
- 2017: Love finds you in Charm – Entscheidung für die Liebe (Love Finds You in Charm)
- 2018: Brian Banks
- 2018–2019: 9-1-1: Notruf L.A. (9-1-1, Fernsehserie, 4 Folgen)
- 2019: Proven Innocent (Fernsehserie, 7 Folgen)